# 岐阜憲法fesKEN'SCLUB
岐阜憲法fesKEN'SCLUB（ぎふけんぽうふぇすけんずくらぶ、英語：The Constitution of Japan fes KEN'SCLUB in GIFU、略称：KEN'SCLUB、ケンズ、KC、憲法フェス）は、岐阜県の労働組合である岐阜県労働組合総連合（ぎふけんろうどうくみあいそうれんごう）の青年部主催で平和運動とクラブミュージックを融合した音楽イベントとして2013年12月15日に岐阜憲法fesKEN'SCLUBvol,1が開催された。日本初の労働組合が主催で開催された平和をテーマにした日本のヒップホップイベントである。全労連青年部企画コンテスト2部門受賞イベントでもある。

## 概要
岐阜憲法fesKEN'SCLUBはストリートカルチャーと平和運動の融合を目指し、日本国憲法や平和をテーマとした音楽イベントとして2013年12月に岐阜市内のクラブハウスで開催。日本で初の労働組合主催で開催されたヒップホップイベントでもある。平和活動と若者のストリートカルチャーであるヒップホップを融合させることで若年層世代に平和や憲法についての興味や関心を持ってもらうキッカケをつくることを目的としてKEN'SCLUBvol,1が開催された。2014年9月20日に名鉄岐阜駅前の宣伝カー上にてKEN'SCLUBvol,1.5路上ライブを決行した。同年11月3日にはKEN'SCLUBvol,2を開催する。路上ライブを行った2014年のvol,1.5からは開催当初の目的に「世代間や団体間の見えない壁をぶち壊す」という一文を付け加えている。また平和活動としてだけで無く岐阜で活動するアーティストを中心的に起用することで岐阜県の音楽シーンの引き上げにも力を入れている。開催後は当日の報道に加え、出演アーティストや発起人である実行委員長も個人で新聞社によるインタビューを受け特集記事が掲載されるなど岐阜県内外で注目を集めている。2014年全労連青年部定期大会(ぜんろうれんせいねんぶていきたいかい)で行われた「2013年度全労連企画コンテスト」では2部門において受賞している。

## 主催団体
岐阜憲法fesKEN'SCLUBは全国労働組合総連合（全労連）に加盟する岐阜県労働組合総連合（岐阜県労連）が主催で開催されている。主催団体名は岐阜県労働組合総連合となっている。KEN'SCLUB以外の主だった活動では「凹んじゃいけない ブラック企業で働く24時」「働く時間を記録するカレンダー」「恋する企画」「フットサル大会」などがある。主に他職種との交流や労働に関する権利の学習を中心として活動を行っている。KEN'SCLUBが2部門で受賞した2013年度全労連企画コンテストでは、KEN'SCLUBを含めて合計4部門において受賞されるなど全国でも注目を集める青年部組織である。

### 実行委員会
KEN'SCLUB実行委員会は岐阜県労連を上部団体に持つ組織に所属する20代〜40代で作られた青年部会で結成する。生協労連・医労連・岐阜青年ユニオン・岐阜県教職員組合の労働組合青年部役員や民主青年同盟の役員、岐阜県労連事務局長、弁護士によって企画・運営されている。岐阜県労連事務局長は青年部活動の講演も行なっており、全国からの依頼で昨年末の開催から5回にわたり各地で講演会を開催している。
実行委員は自身のイベントのみならず様々な民主的団体の企画に参加しイベント協力や活動アピールをするなど精力的に活動を行っている。

### 実行委員長
KEN'SCLUBの代表者、実行委員長は2013年春の実行委員会立ち上げから2014年11月のKEN'SCLUBvol,2まで岐阜県労連に企画を持ち込んだ発起人である生協労連コープぎふ労働組合専従がつとめた。2015年以降は運動を次世代に引き継ぐために定期的な運営実行委員体制の組み替えを行っている。

## 主な略歴

### 開催歴
- 2013年12月15日（日） - 岐阜憲法fes2013KEN'SCLUBvol,1 開催場所 clubBLOCK
- 2014年9月20日（土） - 岐阜憲法fes2014KEN'SCLUBvol,1.5 開催場所 名鉄岐阜駅前路上
- 2014年11月3日（月） - 岐阜憲法fes2014KEN'SCLUBvol,2 開催場所 clubBLOCK

### 受賞歴
1. ↑  2013年度全労連企画コンテスト - 開催してみたい企画賞、参加してみたい企画賞

## 出演者
KEN'SCLUBvol,1(出演順で記載)
- HARDVERK（ハードバーク）[1]
- iTEX（アイテックス）[2]
- Minolyu（ミノリュウ）[3]
- TABIBITO（タビビト）[4]

KEN'SCLUBvol,1.5
- HARDVERK

KEN'SCLUBvol,2
- iTEX
- Minolyu
- ヤドサガシ 2014年TABIBITOから改名
- YUKATA XL(ユカタエックスエル)[5]
- G2[6]
- HARDVERK

### 出演者脚注
1. ↑  「HARDVERK」 岐阜県出身  HIKIGANEサウンドに所属するラッパー兼プロデューサー 岐阜県を拠点にして音楽活動を行うヒップホップアーティスト ULTIMATE MC BATTLE2012年岐阜予選チャンピオン
2. ↑  「iTEX」岐阜県出身 東海地方を中心に活動。3人組レゲエユニット音斬草としても活動するレゲエディジェイ
3. ↑  「Minolyu」 岐阜県出身 現在は愛知県を拠点に活動。デザインやプロデュースも手がける
4. ↑  「TABIBITO」愛知県で活動するオーガニックユニット 「TABIBITO」現在のユニット名はヤドサガシ。ボーカルのはに丸は名古屋市でオーガニック料理を提供する飲食店を経営している。
5. ↑  「YUKATA XL」 G2・HARDVERK・CUTMASTAAKATOでつくる2MC1DJの音楽ユニット
6. ↑  「G2」岐阜市出身のレゲエディジェイ。代表曲に「Letter〜おかんに送る音の手紙〜」「やんやん」などがある。

## 新聞報道
KEN'SCLUBvol,1開催報道記事※見出しコメント
- しんぶん赤旗 〜憲法は希望だ〜[1]
- 岐阜新聞 〜憲法に関心を、ラップにのせて〜[2]

イベント関連記事
- 朝日新聞 〜愛唄うレゲエ、理念は同じ〜[3]
- 中日新聞 〜歌に乗せて憲法を紹介〜[4]
- 生協のなかま 〜考えるキッカケを我々がつくろう〜[5]

KEN'SCLUBvol,1.5開催報道
- 朝日新聞 〜平和の大切さ伝えるYO！〜[6]
- 朝日新聞デジタル
- 毎日新聞 〜ヒップホップで平和呼びかける〜[7]
- 中日新聞 〜平和の呼びかけラップにのせて〜[8]
- しんぶん赤旗 〜憲法守れ 路上ライブ〜[9]

KEN'SCLUBvol,2開催報道
- 中日新聞〜ぎふ現場孝 平和運動 若者たちも考えよう〜[10]
- しんぶん赤旗〜音楽にのせ思い伝える〜[11]
- メーテレ〜ヒップホップで憲法考える〜[12]
- 岐阜新聞〜戦争加勢の怖さを叫ぶ〜[13]

## 新聞脚注
1. ↑  2013年12月19日発行日刊紙 東海北陸信越のページ  KEN'SCLUBvol,1開催報道
2. ↑  2013年12月17日発行岐阜新聞朝刊 岐阜地域版  KEN'SCLUBvol,1開催報道
3. ↑  2014年5月3日発行朝日新聞朝刊 憲法記念日憲法特集ページにKEN'SCLUBvol,1出演アーティスト「iTEX」のインタビュー記事が掲載
4. ↑  2014年8月15日発行中日新聞朝刊 岐阜県内版「論」戦禍を語り継ぐ特集ページにてKEN'SCLUBの発起人であり実行委員長である生協職員のインタビュー記事
5. ↑  生協労連機関紙(全国7万部発行)第525号 2014年9月号2〜3頁 平和特集として企画の発起人で実行委員長である生協職員のインタビュー記事
6. ↑  2014年9月21日発行朝日新聞朝刊
7. ↑  2014年9月21日発行毎日新聞朝刊
8. ↑  2014年 9月23日発行中日新聞朝刊
9. ↑  2014年9月26日 発行日刊紙 東海北陸信越のページ
10. ↑  2014年11月2日中日新聞朝刊 県内版コラム
11. ↑  2014年11月5日 しんぶん赤旗日刊紙
12. ↑  2014年11月3日 メーテレNEWSアップ 18時30分放送
13. ↑  2014年12月8日岐阜新聞朝刊1面掲載 「衆論14ぎふ衆院選 集団的自衛権 出演アーティストHARDVERK記事」